# Metamicroptera rotundata
Metamicroptera rotundata là một loài bướm đêm thuộc phân họ Arctiinae, họ Erebidae.